# Menemerus desertus
Menemerus desertus là một loài nhện trong họ Salticidae.
Loài này thuộc chi Menemerus. Menemerus desertus được Wanda Wesołowska miêu tả năm 1999.